# Villa de Reyes
Villa de Reyes är en kommunhuvudort i Mexiko.   Den ligger i kommunen Villa de Reyes och delstaten San Luis Potosí, i den centrala delen av landet, 300 km nordväst om huvudstaden Mexico City. Villa de Reyes ligger 1 820 meter över havet och antalet invånare är 8 787.
Terrängen runt Villa de Reyes är platt åt nordväst, men åt sydost är den kuperad. Runt Villa de Reyes är det ganska glesbefolkat, med 23 invånare per kvadratkilometer. Villa de Reyes är det största samhället i trakten. Omgivningarna runt Villa de Reyes är i huvudsak ett öppet busklandskap.